# Prolez
Prolez (în bulgară Пролез, în română Ghiorman) este un sat în partea de nord-est a Bulgariei. Aparține de Obștina Șabla, Regiunea Dobrici, Dobrogea de Sud.
Între anii 1913-1940 a făcut parte din plasa Balcic a județului Caliacra, România.

## Demografie
Componența etnică a satului Prolez
     Bulgari (96,87%)
     Nicio identificare (3,12%)
     Altele (0%)
La recensământul din 2011, populația satului Prolez era de 32 locuitori. Din punct de vedere etnic, majoritatea locuitorilor (96,87%) erau bulgari. Pentru 3,12% din locuitori nu este cunoscută apartenența etnică.